# Нут Сиар
Рена́та (Нут) Сиа́р (англ. Renata (Noot) Seear, род. 5 октября,1983, Ванкувер) — канадская актриса и модель.  Настоящее имя Рената Сиар.

## Жизнь и карьера
Нут с детства не любила школу из-за того, что ей часто приходилось менять учебные заведения. Поэтому в возрасте 13 лет, окончив восемь классов, она бросила школу и уехала в Нью-Йорк. Там она начала работать с Марио Сорренти. Нут работала с такими журналами и домами моды, как Chanel, Джорджо Армани, Madame Figaro, Hugo Boss, Givenchy. Для компании Yves Saint Laurent Нут снялась в образе Мона Лизы — известной картины Леонардо да Винчи, также снималась у таких прославленных фотографов, как Патрик Демаршелье, Питер Линдберг и Паоло Роверси.
Впервые на экране она появилась, снявшись в сериале Тайна нераскрытых преступлений (1998 — 2005). В 2009 году она подписала контракт на съемки в фильме Новолуние, где  исполнила роль  Хайди Вольтури. Вместе с Никки Рид, Эшли Грин и Рашель Лефевр, которые также снимались в Новолунии, она сфотографировалась для журнала Glamour.

## Фильмография
| Год         | Русское название                        | Оригинальное название       | Персонаж      |
| ----------- | --------------------------------------- | --------------------------- | ------------- |
| 1998 — 2005 | Тайна нераскрытых преступлений (сериал) | Cold Squad                  | Cindy         |
| 2001        | Вверх тормашками                        | Head Over Heels             | Ck Girl       |
| 2006 — 2007 | Уистлер (сериал)                        | Whistler                    | Holy          |
| 2007        |                                         | Kaya                        | Kissing Model |
| 2009        | Сумерки. Сага. Новолуние.               | The Twilight Saga: New Moon | Heidi         |